# Танець (картина Матісса)
Танець (фр. La Danse) — картина Анрі Матісса. Всього існує дві версії картини. Перший варіант 1909 року знаходиться в Музеї сучасного мистецтва (Нью-Йорк). Другий варіант з 1909/10 року знаходиться в Ермітажі (Санкт-Петербург). Як і картина «Музика», вона була створена на замовлення московського бізнесмена і колекціонера Сергія Щукіна.
«Танець» вважається найвідомішою картиною Матісса і переломним моментом у творчості художника. Сучасні критики дуже довго зневажливо ставилися до твору, але сьогодні він є надзвичайно популярним завдяки своєму скороченому і чіткому викладу.

## Композиція та техніка
На картині зображено п'ять фігур, які танцюють оголеними на пагорбі. Матісс відмовився від подальших подробиць. Життєрадісність та динамічність танцю відчувається вже в базовій композиції. Фігури утворюють динамічне овальне коло. Чітка і зменшена структура контрастує з неспокійним пагорбом, горизонтом і рухом людей. Таке зменшене твердження підсилюється грубим зображенням оголеної натури та використанням кольору. Матісс вдається лише до основних відтінків синього, жовтого, червоного і чорного. Для фону він використовує «спокійні» зелені та сині кольори, люди намальовані в «агресивних» червоних та жовтих кольорах. Це створює додатковий контраст. В оригінальній версії «Танцю I» рожевий колір тіл замість червоного, блакитний колір неба замість ультрамаринового, а зелений колір газону замість смарагдово-зеленого. Матісс відмовився від просторового зображення. Внутрішні та краплинні тіні повністю відсутні, а зафарбовані ділянки окреслені грубими контурними лініями.